# Opération Myrmidon
Seconde Guerre mondiale
Batailles
Front d'Europe de l'Ouest
- Campagnes du Danemark et de Norvège
- Bataille de France
- Bataille de Belgique
- Bataille des Pays-Bas
- Bataille d'Angleterre
- Blitz
- Opération Myrmidon
- Opération Ambassador
- Raid de Dieppe
- Sabordage de la flotte française à Toulon
- Bataille aérienne de Berlin
- Bataille de Normandie
- Débarquement de Provence
- Libération de la France
- Campagne de la ligne Siegfried
- Bataille du Benelux
- Poche de Breskens
- Bataille des Vosges (Bruyères)
- Bataille des Ardennes
- Bataille de Saint-Vith
- Siège de Bastogne
- Opération Bodenplatte
- Opération Nordwind
- Campagne de Lorraine
- Bataille d'Alsace (Forêt de la Hardt, Poche de Colmar Jebsheim)
- Campagne d'Allemagne
- Raid de Granville
- Libération d'Arnhem
- Bataille de Groningue
- Insurrection géorgienne du Texel
- Bataille de Slivice
- Capitulation allemande

Front d’Europe de l’Est

Campagnes d'Afrique, du Moyen-Orient et de Méditerranée

Bataille de l’Atlantique

Guerre du Pacifique

Guerre sino-japonaise

Théâtre américain
L’opération Myrmidon est une opération de raid franco-britannique sur les positions allemandes de la côte basque et principalement à Bayonne (Pyrénées-Atlantiques) menée dans la nuit du 4 au 5 avril 1942, au cours de la bataille de l’Atlantique.

## Préparation et plan
L’opération est préparée par Louis Mountbatten, chef des opérations combinées, en parallèle du raid de Dieppe (opération Jubilee). Il est assisté par deux officiers de la France Libre, Pierre de Chevigné et Alain de Boissieu.
Le plan initial consiste en 3 000 hommes (trois Commandos dont cent Français, deux bataillons de Royal Marines, deux escadrons de chars Valentine, deux sections d’obusiers de 94 millimètres, vingt-quatre camions). Finalement, une seconde version, plus simple, est validée par Winston Churchill le 25 mars 1942 : 800 fusiliers marins britanniques et 100 français, dont de Chevigné et de Boissieu.
On donne à l’opération le nom de code Myrmidon, du nom d’un peuple grec antique.
L’objectif est de détruire les infrastructures militaires et industrielles allemandes sur la côte du Pays-Basque : à Ciboure, Bidart, Saint-Jean-de-Luz, Boucau (tour de commandement de la défense côtière), Bayonne (infrastructures industrielles du port) et Anglet (établissement Latécoère, poudrerie Blancpignon).
Aussi, un destroyer doit remonter l’Adour pour bombarder les casernements allemands à Bayonne. La mission des officiers français est de prendre contact avec divers groupes de résistance dans le sud de la France, et de rembarquer en sous-marin au large de Monaco.

## Déroulement
Le 2 avril, deux navires - le Princess Beatrix et Queen Emma - et 8 escorteurs quittent le port de Falmouth, en Cornouaille. Ils simulent un convoi vers Gibraltar, mais, au large du Portugal ou de la Galice, ils sont camouflés en navires de pêche espagnols, qui reviennent vers le golfe de Gascogne, en longeant les côtes espagnoles. Le convoi est alors ralenti par une panne à bord du Princess Beatrix, ce qui retarde le raid, et rend donc les marées moins favorables. C’est la principale explication de l’échec.
Dans la nuit du 4 au 5 avril, les barges de débarquement devaient être mises à l’eau à minuit ; mais elles le sont à 1 heure, et à cause de ce retard, la marée plus haute que prévu complique leur navigation. Celle de Chevigné atteint tout de même Anglet, mais le colonel, sans soutien, bat en retraite.
Pendant ce temps, une seconde barge s’échoue sur la jetée nord. Elle est repérée par les allemands positionnés sur le point d'appui Adour Nord (à cette date, les bunkers allemands et la Tour Barbara de Direction de Tir n'existent pas encore) qui l’attaquent au canon, sans la toucher. Finalement, elle est remise à flot et peut s’enfuir. Ses passagers sont récupérés par les navires de transport mais la barge est abandonnée là, et récupérée plus tard par la Kriegsmarine.
La seule étape de l’opération qui n’est pas un échec est le bombardement naval des batteries côtières de Ciboure, Bidart, Saint-Jean-de-Luz, Bayonne et Anglet. Finalement, les deux navires parviennent à s’enfuir vers Falmouth malgré des attaques aériennes repoussées par la DCA des escorteurs. 
L’opération est un échec total, mais aucune perte humaine n’est à déplorer.